# Shogo Yoshikawa
Shogo Yoshikawa (吉川 翔梧 Yoshikawa Shogo?, nacido el 8 de abril de 1995 en Chiba) es un futbolista japonés que se desempeña como centrocampista en el FK Banga Gargzdai de la A Lyga lituana.

## Trayectoria

### Clubes
| Club                        | País     | Año         |
| --------------------------- | -------- | ----------- |
| Zweigen Kanazawa            | Japón    | 2014 - 2016 |
| Vanraure Hachinohe (cedido) | Japón    | 2016        |
| Vanraure Hachinohe          | Japón    | 2017 - 2019 |
| Erchim                      | Mongolia | 2019        |
| FK Banga Gargzdai           | Lituania | 2020 -      |

## Estadística de carrera

### J. League
| Club             | Año   | J. League | J. League | Copa J. League | Copa J. League | Total | Total |
| Club             | Año   | Part.     | Goles     | Part.          | Goles          | Part. | Goles |
| ---------------- | ----- | --------- | --------- | -------------- | -------------- | ----- | ----- |
| Zweigen Kanazawa | 2014  | 3         | 0         | -              | -              | 3     | 0     |
| Zweigen Kanazawa | 2015  | 0         | 0         | -              | -              | 0     | 0     |
| Total            | Total | 3         | 0         | 0              | 0              | 3     | 0     |

## Palmarés

### Títulos nacionales
| Título    | Club             | País  | Año  |
| --------- | ---------------- | ----- | ---- |
| J3 League | Zweigen Kanazawa | Japón | 2014 |